# Président de l'Église de Jésus-Christ des saints des derniers jours
Le président de l'Église de Jésus-Christ des saints des derniers jours (en anglais : President of the Church of Jesus Christ of Latter-day Saints) est le plus haut dirigeant dans la hiérarchie de l'Église de Jésus-Christ des saints des derniers jours. Il est élu à vie par le collège des douze apôtres au sein de ses membres. Russell M. Nelson est président depuis le 14 janvier 2018.

## Histoire
Joseph Smith écrivit le Livre de Mormon et fut le fondateur et le premier président de l'Église de Jésus-Christ des saints des derniers jours.
À sa mort, une crise de succession apparut et donna naissance a plusieurs autres mouvements se réclamant du mormonisme.
La branche principale, dont il est question dans cet article, choisit Brigham Young pour successeur après être passé par un collège dirigeant.

## Liste des présidents
|    | Image                                                                                    | Président                                                                                | Naissance                                                                                | Ordination                                                                               | Décès                                                                                    | Durée            |
| -- | ---------------------------------------------------------------------------------------- | ---------------------------------------------------------------------------------------- | ---------------------------------------------------------------------------------------- | ---------------------------------------------------------------------------------------- | ---------------------------------------------------------------------------------------- | ---------------- |
| 1  |                                                                                          | Joseph Smith                                                                             | 23 décembre 1805                                                                         | 6 avril 1830                                                                             | 27 juin 1844                                                                             | 14 ans           |
|    | Église dirigée par Brigham Young en tant que président du collège des Douze Apôtres.     | Église dirigée par Brigham Young en tant que président du collège des Douze Apôtres.     | Église dirigée par Brigham Young en tant que président du collège des Douze Apôtres.     | Église dirigée par Brigham Young en tant que président du collège des Douze Apôtres.     | Église dirigée par Brigham Young en tant que président du collège des Douze Apôtres.     | Environ 3 ans    |
| 2  |                                                                                          | Brigham Young                                                                            | 1er juin 1801                                                                            | 27 décembre 1847                                                                         | 29 août 1877                                                                             | 29 ans           |
|    | Église dirigée par John Taylor, président du collège des Douze Apôtres.                  | Église dirigée par John Taylor, président du collège des Douze Apôtres.                  | Église dirigée par John Taylor, président du collège des Douze Apôtres.                  | Église dirigée par John Taylor, président du collège des Douze Apôtres.                  | Église dirigée par John Taylor, président du collège des Douze Apôtres.                  | Environ 3 ans    |
| 3  |                                                                                          | John Taylor                                                                              | 1er novembre 1808                                                                        | 10 octobre 1880                                                                          | 25 juillet 1887                                                                          | 8 ans            |
|    | Église dirigée par Wilford Woodruff, en tant que président du collège des Douze Apôtres. | Église dirigée par Wilford Woodruff, en tant que président du collège des Douze Apôtres. | Église dirigée par Wilford Woodruff, en tant que président du collège des Douze Apôtres. | Église dirigée par Wilford Woodruff, en tant que président du collège des Douze Apôtres. | Église dirigée par Wilford Woodruff, en tant que président du collège des Douze Apôtres. | Environ 2 ans    |
| 4  |                                                                                          | Wilford Woodruff                                                                         | 1er mars 1807                                                                            | 7 avril 1889                                                                             | 2 septembre 1898                                                                         | 9 ans            |
| 5  |                                                                                          | Lorenzo Snow                                                                             | 3 avril 1814                                                                             | 13 septembre 1898                                                                        | 10 octobre 1901                                                                          | 3 ans            |
| 6  |                                                                                          | Joseph F. Smith                                                                          | 13 novembre 1838                                                                         | 17 octobre 1901                                                                          | 19 novembre 1918                                                                         | 17 ans           |
| 7  | Heber J. Grant                                                                           | Heber J. Grant                                                                           | 22 novembre 1856                                                                         | 23 novembre 1918                                                                         | 14 mai 1945                                                                              | 27 ans           |
| 8  |                                                                                          | George Albert Smith                                                                      | 4 avril 1870                                                                             | 21 mai 1945                                                                              | 4 avril 1951                                                                             | 6 ans            |
| 9  |                                                                                          | David O. McKay                                                                           | 8 septembre 1873                                                                         | 9 avril 1951                                                                             | 18 janvier 1970                                                                          | 19 ans           |
| 10 |                                                                                          | Joseph Fielding Smith                                                                    | 19 juillet 1876                                                                          | 23 janvier 1970                                                                          | 2 juillet 1972                                                                           | 2 ans            |
| 11 |                                                                                          | Harold B. Lee                                                                            | 28 mars 1899                                                                             | 7 juillet 1972                                                                           | 26 décembre 1973                                                                         | 1 an             |
| 12 |                                                                                          | Spencer W. Kimball                                                                       | 28 mars 1895                                                                             | 30 décembre 1973                                                                         | 5 novembre 1985                                                                          | 12 ans           |
| 13 |                                                                                          | Ezra Taft Benson                                                                         | 4 août 1899                                                                              | 10 novembre 1985                                                                         | 30 mai 1994                                                                              | 8 ans            |
| 14 |                                                                                          | Howard W. Hunter                                                                         | 14 novembre 1907                                                                         | 5 juin 1994                                                                              | 3 mars 1995                                                                              | 9 mois           |
| 15 |                                                                                          | Gordon B. Hinckley                                                                       | 23 juin 1910                                                                             | 12 mars 1995                                                                             | 27 janvier 2008                                                                          | 12 ans           |
| 16 |                                                                                          | Thomas S. Monson                                                                         | 21 août 1927                                                                             | 3 février 2008                                                                           | 2 janvier 2018                                                                           | 9 ans et 11 mois |
| 17 |                                                                                          | Russell M. Nelson                                                                        | 9 septembre 1924                                                                         | 14 janvier 2018                                                                          |                                                                                          |                  |